# (35997) 1999 NQ20
1999 NQ20 (asteroide 35997) é um asteroide da cintura principal. Possui uma excentricidade de 0.20638080 e uma inclinação de 11.62383º.
Este asteroide foi descoberto no dia 14 de julho de 1999 por LINEAR em Socorro.